# Вилхелм фон Леб
Вилхелм фон Леб (5. септембар 1876. — 29. април 1956) је био фелдмаршал Вермахта током Другог светског рата. Његов млађи брат Емил Леб је био генерал артиљерије током Другог светског рата.

## Младост
Рођен је у Ландсберг ам Леху у Горњој Баварској као Вилхелм Леб, придружио се немачкој восјци 1895. После унапређења у поручника аритиљерије, Леб је служио у Кини током Боксерског устанка. Касније је похађао баварску Ратну академију у Минхену (1907—1909) и служио је у немачком генералштабу (1909—1911). Унапређен је у капетана и служио је као заповедник батерије у 10-ом артиљериском пуку у Ерлангену (1912—1913) .

## Први светски рат и касније
На почетку Првог светског рат фон Леб је био у генералштабу I баварског корпуса затим је служио у 11. баварској пешадијској дивизији. После унапређења у чин мајора, у лето 1916. пребачен је на Источни фронт. Следеће године постао је члан особља принца Руперта Баварског. 29. маја 1916. одликован је Витешким Крстом војног реда Макс Џозеф за војне успехе 1915. 21. јуна 1916. постао је племић и тиме добио назив витез у свом имену.
После рата остао је у Рајхсверу (немачка војска) био је командант седме војне области која је покривала Баварску. 1923. учествовао је у гушењу Пивничког пуча.

## Други светски рат
Хитлер није имао симпатија према Лебу првенствено због његових ант-нацистичких ставова и верских уверења па га је пензионисао 1938. Јула исте године је реактивиран и именован за команданта дванаесте армије која је учествовала у окупацији Чехословачке. Након тога је поново пензионисан.
У лето 1939. поново је враћен у службу и именован је за команданта групе армија Ц. Пре битке за Француску био је једини немачки генерал који се противио нападу на Француску преко неутралних земаља Бенелукса из моралних разлога. Он је записао „Читав свет ће се окренути против Немачке која по други пут за 25 година напада неутралну Белгију! Немачка влада је само неколико недеља раније обећала да њихова неутралност неће бити нарушена.“ Током битке за Француску трупе под његовом командом су пробиле Мажино линију. За своју улогу у победи фон Леб је унапређен у фелдмаршала и додељен му је орден Витешког крста гвозденог крста у јулу 1940.
Након тога постао је командант групе армија Север и добио је одговорност за северни сектор операције Барбароса односно инвазије на Совјетски Савез. Фон Лебов задатак је био да уништи совјетске јединице на Балтику и заузме све совјетске морнаричке базе на Балтичком мору. Када је инвазија почела 22. јуна 1941. његова армијска група остварила је велики успех и до краја септембра ушла је 900 km у Совјетски Савез и опколила Лењинград, али није успела да га заузме.